# 5133 Філіпадамс
5133 Філіпадамс (5133 Phillipadams) — астероїд головного поясу. Відкритий 12 серпня 1990 року Робертом Макнотом. Названий на честь австралійського телеведучого, письменника, й журналіста Філліпа Адамса.
Тіссеранів параметр щодо Юпітера — 3,294.